# Montse Mostaza
Montse Mostaza est une 
actrice catalane.

## Filmographie

### Cinéma
- 1996 : Tot verí : Pam
- 1998 : Les Amants du cercle polaire : Chica
- 1999 : Pourquoi pas moi ? : Tina
- 2001 : Tuno negro : Sandra
- 2003 : Diario de una becaria  : Blanca
- 2003 : Ouija : Clara
- 2004 : Le Crime farpait (Crimen ferpecto) : Helena
- 2007 : Cosmos : Ana
- 2008 : Lazos rotos
- 2009 : Bullying : Une présentatrice
- 2014 : Fuego : Marina
- 2015 : Amama : Galerista

### Télévision
- 1996 : Nissaga de poder : Laura Vilalta
- 1997 : Nova ficció
- 1999 : Pepe Carvalho : Bea
- 2000 : Happy House : Pepa
- 2001 : Mi teniente : Candela
- 2001 : Un chupete para ella : Lucrecia Nabo
- 2002 : Viva S Club : Une serveuse
- 2003 : Por estar contigo : Tina
- 2005 : El auténtico Rodrigo Leal : Gloria
- 2005 : Velvetina
- 2006 : Películas para no dormir : Gloria
- 2006 : Matrimonio con hijos
- 2008 : Guante blanco : La maîtresse de Román
- 2008 : La familia Mata
- 2008 : La máquina de pintar nubes
- 2009 : Hay alguien ahí : Rebeca Santos
- 2009-2010 : Unió musical da Capo : Montse
- 2012 : Gernika bajo las bombas   : Enfermera
- 2014 : Cuéntame : Azafata